# Nasir ul-Mulk
Nasir ul-Mulk (Chitral, 29 settembre 1897 – Chitral, 29 luglio 1943) è stato un principe indiano.
Fu Mehtar di Chitral dal 1936 al 1943.

## Biografia

### I primi anni
Nasir ul-Mulk nacque a Chitral il 29 settembre 1897, e fu il maggiore dei figli del Mehtar Shuja ul-Mulk. Trascorse i primi anni di vita al forte di Chitral sotto la tutela di diversi insegnanti che gli insegnarono varie lingue, in particolare il persiano, l'urdu, l'inglese e l'arabo. Nel 1916 si iscrisse all'Islamia College di Peshawar, interessandosi sin da giovane alla politica ed alla gestione dello stato.

### La terza guerra anglo-afghana (1919)
Quando scoppiò la terza guerra anglo-afghana, il confine meridionale dell stato di Chitral venne attaccato. I Chitral Scouts e le Chitral Bodyguard con a capo Nasir ul-Mulk col ruolo di colonnello comandante combatterono l'esercito nemico con distinzione. Personalmente il giovane principe guidò una forza di un migliaio di uomini nella valle dell'Urtsun con l'intenzione di cogliere gli afghani di sorpresa e tagliare loro la ritirata. Il successo della campagna rese a Nasir una buona considerazione presso gli inglesi e il sovrano Shuja ul-Mulk venne ricompensato largamente per gli sforzi di guerra.

### Principe ereditario
Quando Shuja ul-Mulk andò in pellegrinaggio a La Mecca (1923-1924), Nasir ul-Mulk svolse il ruolo di reggente ed amministrò lo stato in sua vece. Al ritorno di suo padre divenne governatore di Mastuj, incarico che mantenne sino alla sua ascesa al trono. Il 10 settembre 1924 ottenne il grado onorario di tenente nel British Indian Army e venne ammesso al 6º battaglione del Frontier Force Regiment. Passò poi al 13th Frontier Force Rifles (1926-1927). Nel 1932 venne eletto membro della Royal Society for Asian Affairs. Il 1º gennaio 1934 venne promosso al grado onorario di capitano del British Indian Army. Durante questo periodo fu introdotto nel servizio civile indiano come assistente commissario.

### L'ascesa al trono
Il 13 ottobre 1936 Shuja ul-Mulk morì improvvisamente a Chitral per un attacco cardiaco. Nasir ul-Mulk come primogenito venne chiamato a succedergli e proclamato mehtar in un durbar presenziato dall'agente politico del Malakand in nome del governo britannico, il maggiore Johnson, il 19 ottobre 1936.

### Regno (1936-1943)
Nasir ul-Mulk governò per circa sette anni, nei quali si dimostrò un monarca illuminato e progressista, e da subito fece realizzare la prima scuola pubblica a Chitral nel 1937.
Nel 1939 compì il proprio pellegrinaggio a La Mecca. Lungo il suo viaggio incontrò Sir Sultan Muhammad Shah Aga Khan III a Bombay. Al completamento del suo Hajj, sulla via del ritorno visitò Hyderabad e venne ricevuto con grandi onori da Sir Muhammad Akbar Nazar Ali Hydari, primo ministro locale. Incontrò inoltre il nizam di Hyderabad per poi fare ritorno a Chitral.
Poco dopo il suo ritorno a Chitral, in Europa scoppiò la seconda guerra mondiale. In India, il viceré iniziò a raccogliere armi e fondi per il conflitto, e il mehtar donò 30.000 rupie per tale scopo. Nasir venne promosso al rango onorifico di maggiore nel British Indian Army nel 1940.
Nell'ottobre del 1940 il governatore della provincia nordoccidentale, George Cunningham, accompagnò l'agente politico del Malakand in visita a Chitral, dove furono accolti coi massimi onori. A conclusione della loro visita i due politici avanzarono due proposte a Nasir ul-Mulk:
1. La valle dello Yasin Valley ed il distretto di Ghizer che erano parte di Chitral all'epoca del regno di Aman ul-Mulk e che erano state espropriate nel 1895 dagli inglesi, sarebbero tornati allo stato di Chitral.
2. Tutte le forze in difesa di Chitral sarebbero state rimpiazzate da reclute locali.[40][46]

Nasir fu creato cavaliere commendatore dell'Ordine dell'Impero indiano nel 1941. A febbraio di quello stesso anno, si recò a Delhi ad incontrare il viceré Victor Hope, marchese di Linlithgow. Incontrò anche i capi dell'All-India Muslim League e dell'Indian National Congress compresi Muhammad Ali Jinnah, Mahatma Gandhi, Sir Zafarullah Khan, Sir Shah Muhammad Sulaiman e Maulana Abul Kalam Azad.
Il 1º gennaio 1943 venne promosso al rango onorifico di colonnello del British Indian Army.

### Gli ultimi anni
Nasir ul-Mulk morì nel 1943 senza eredi maschi, e gli successe suo fratello minore, Muzaffar ul-Mulk.
Le sue due figlie femmine sposarono l'una il nawab Mohammad Saeed Khan di Amb e l'altra un suo cugino, Saif-ur-Rahman poi mehtar di Chitral.

## La passione letteraria
Per tutta la sua vita Nasir ul-Mulk fu un grande studioso della letteratura persiana e pubblicò diversi volumi di prosa e poesia sul tema, associandosi a personaggi di spicco nel panorama letterario dell'India britannica dell'epoca, come ad esempio Sir Mohammad Iqbal. Una delle sue opere più famose in persiano è un trattato sul darwinismo alla luce del Corano, della Sunnah e del Sufismo.
Il Tarikh-i-Chitral scritto in persiano da Mirza Muhammad Ghufran venne ampliato nell'opera Nayi Tarikh-i-Chitral con ricerche ulteriori compiute da Nasir ul-Mulk, per merito di Mirza Ghulam Murtaza.

## Onorificenze

### Posizioni militari onorarie
| Forza militare      | Unità    | Posizione  | Anno |
| ------------------- | -------- | ---------- | ---- |
| British Indian Army | Esercito | Colonnello | 1943 |